# Pheidole gilvescens
Pheidole gilvescens är en myrart som beskrevs av William Steel Creighton och Robert E. Gregg 1955. Pheidole gilvescens ingår i släktet Pheidole och familjen myror. Inga underarter finns listade i Catalogue of Life.

## Bildgalleri

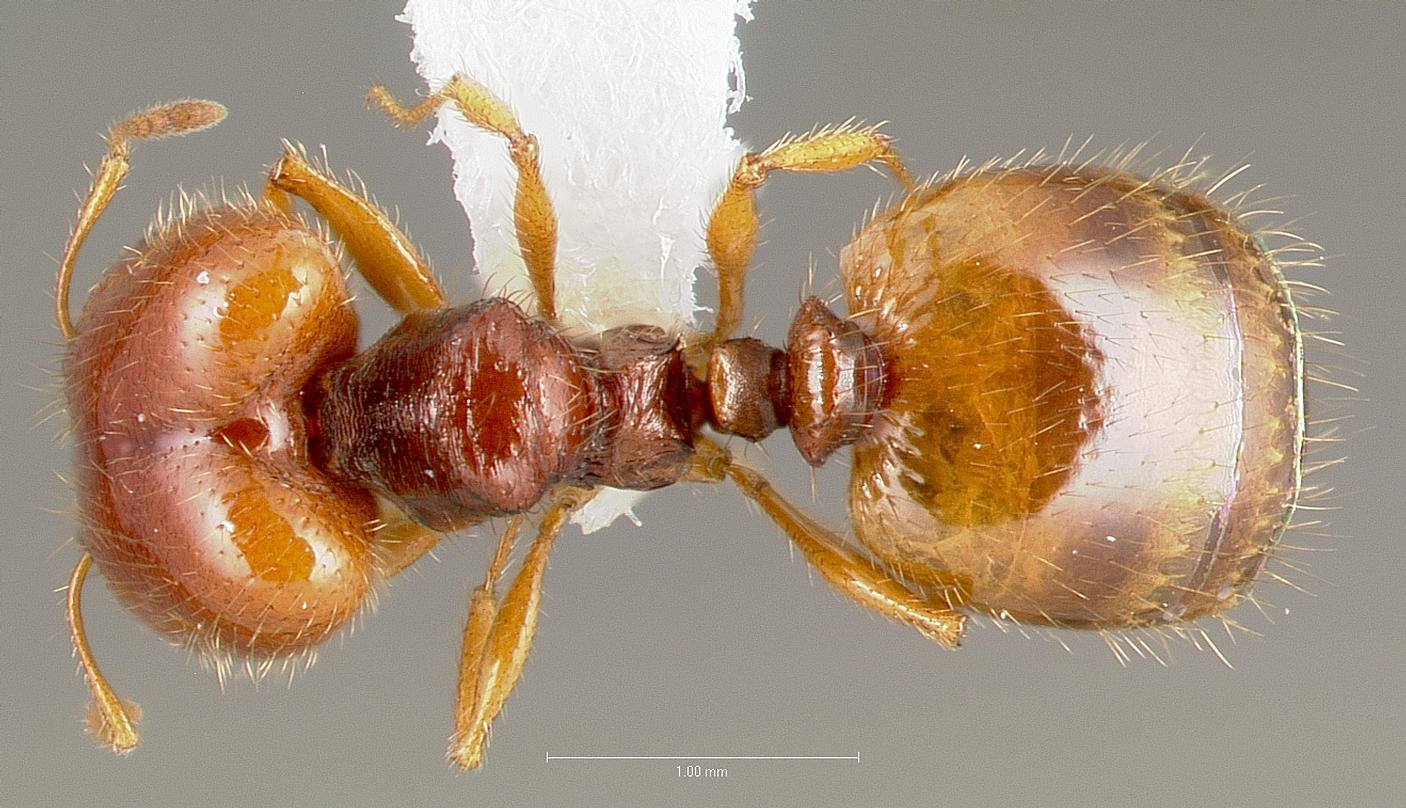
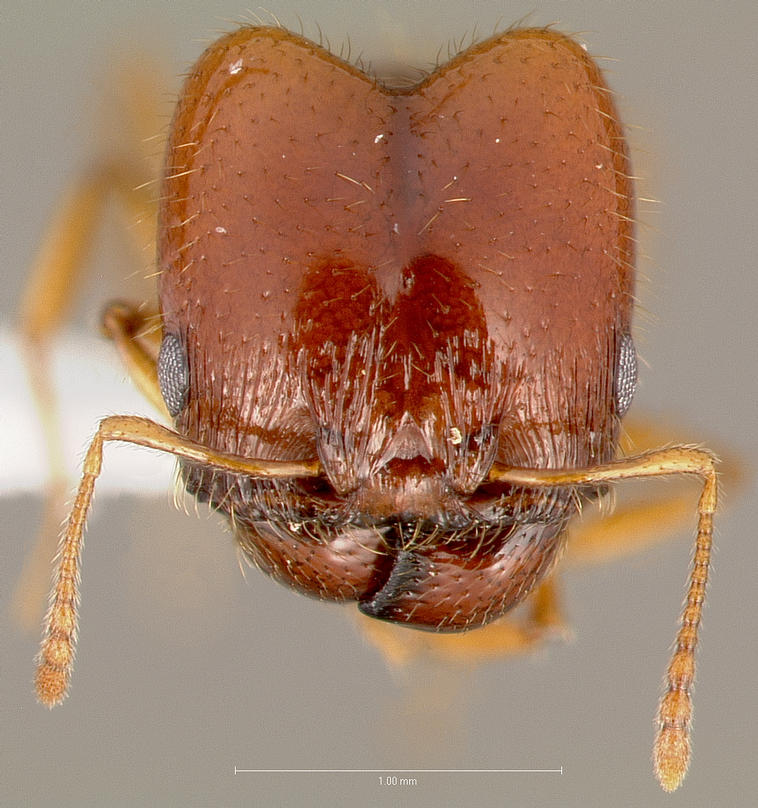
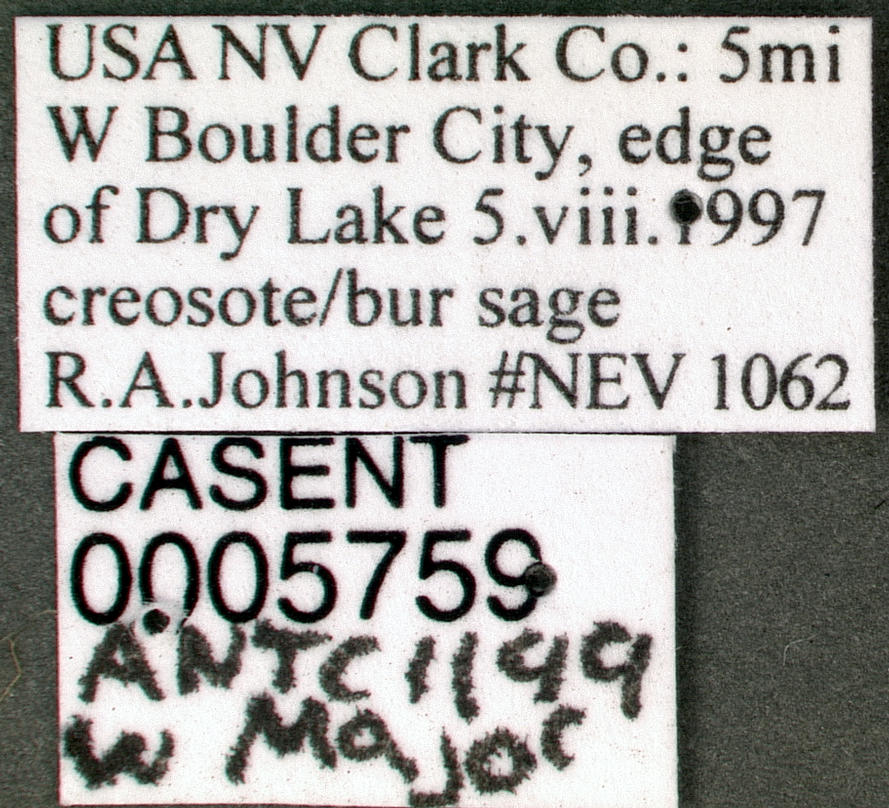
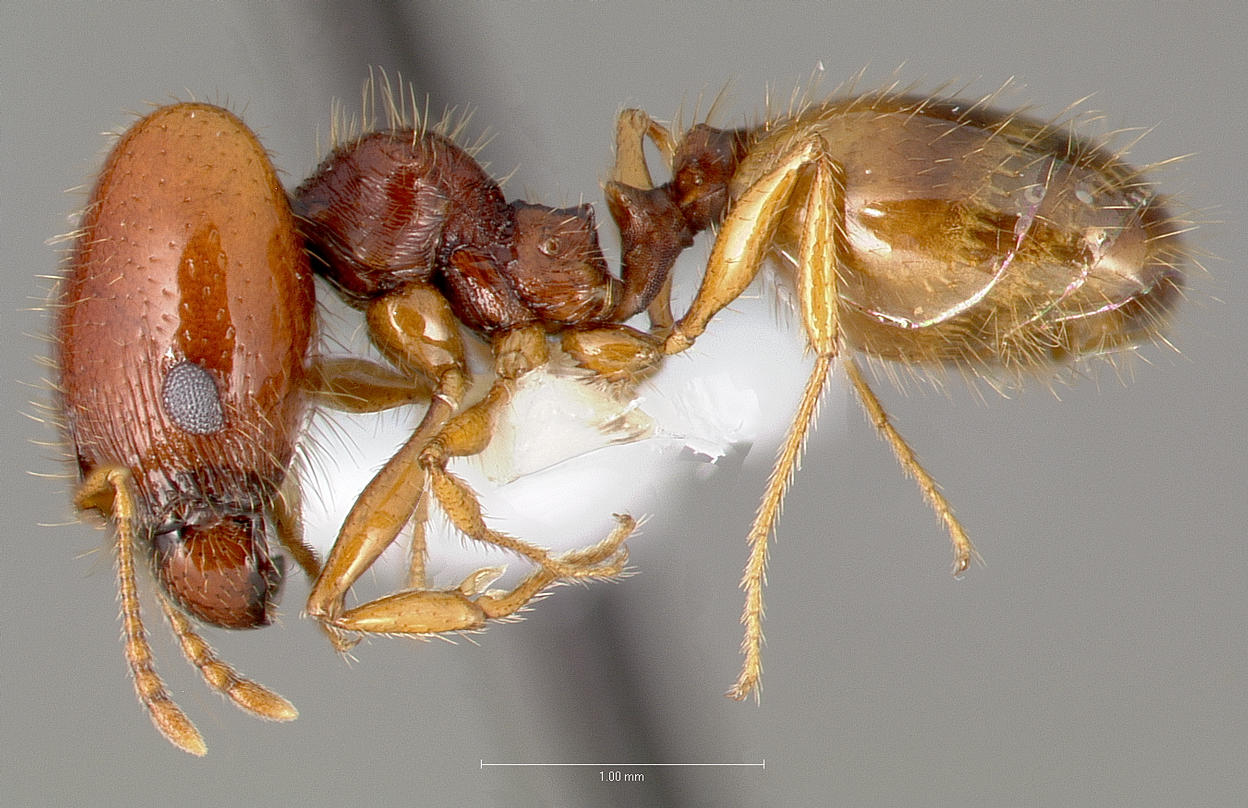
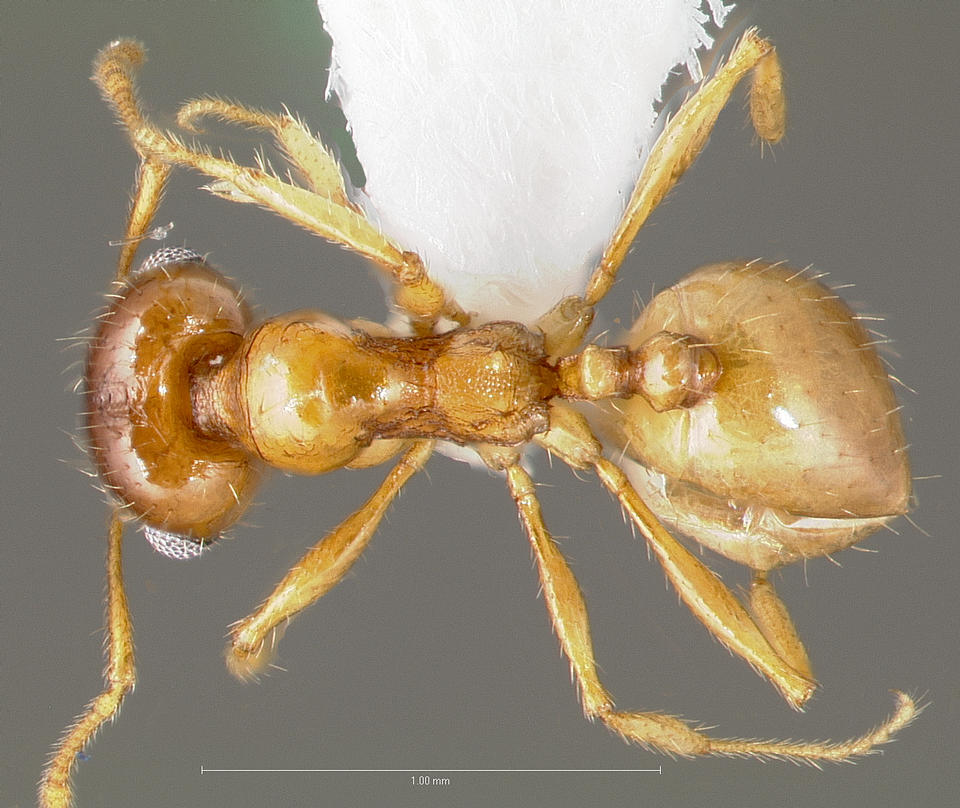
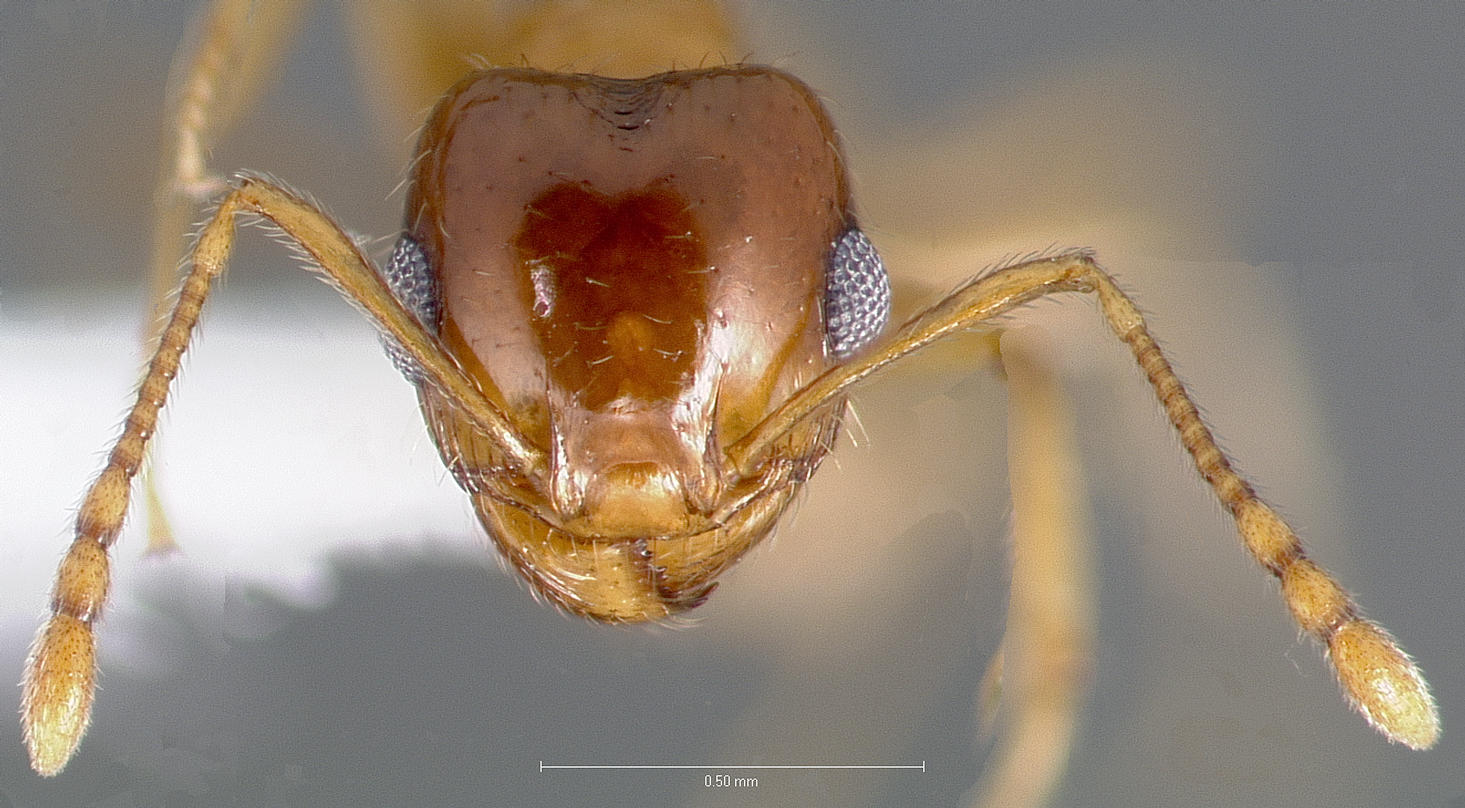